# Nouvelle Vague (2025)
Nouvelle Vague is een Franse biografische dramafilm uit 2025, geregisseerd door Richard Linklater. De hoofdrollen worden vertolkt door Guillaume Marbeck en Zoey Deutch.

## Verhaal
Op het filmfestival van Cannes 1959 wordt de film Les Quatre Cents Coups van François Truffaut geprezen waardoor de weg geopend wordt voor jonge, opkomende filmmakers. Met de steun van François Truffaut en Claude Chabrol probeert Jean-Luc Godard de producent Georges de Beauregard ervan te overtuigen zijn eerste speelfilm À bout de souffle te financieren.

## Rolverdeling
| Acteur             | Personage             |
| ------------------ | --------------------- |
| Guillaume Marbeck  | Jean-Luc Godard       |
| Zoey Deutch        | Jean Seberg           |
| Aubry Dullin       | Jean-Paul Belmondo    |
| Bruno Dreyfürst    | Georges de Beauregard |
| Benjamin Cléry     | Pierre Rissient       |
| Matthieu Penchinat | Raoul Coutard         |
| Pauline Belle      | Suzon Faye            |
| Blaise Pettebone   | Marc Pierret          |
| Benoît Bouthors    | Claude Beausoleil     |
| Paolo Luka Noé     | François Moreuil      |
| Adrien Rouyard     | François Truffaut     |
| Jade Phan-Gia      | Phuong Maittret       |
| Jodie Ruth-Forest  | Suzanne Schiffman     |
| Antoine Besson     | Claude Chabrol        |

## Productie
Richard Linklater onthulde in oktober 2023 zijn plannen om in Frankrijk een film te maken over de Franse Nouvelle Vague. De film is Linklaters eerste project dat volledig in het Frans is opgenomen en werd opgenomen in zwart-wit met een beeldverhouding van 4:3. De film ontving een subsidie van het Franse Centre national du cinéma et de l'image animée (CNC).

### Filmopnames
De filmopnames gingen op 4 maart 2024 van start in Parijs en werden in april afgerond.

## Release
Nouvelle Vague ging op 17 mei 2025 in première op het Filmfestival van Cannes in de competitie voor de Gouden Palm.

## Prijzen en nominaties
De belangrijkste:
| Jaar | Prijs                   | Categorie   | Genomineerde(n)   | Uitslag     |
| ---- | ----------------------- | ----------- | ----------------- | ----------- |
| 2025 | Filmfestival van Cannes | Gouden Palm | Richard Linklater | Genomineerd |